# Liste der Naturdenkmale in Eschbach (Pfalz)
Die Liste der Naturdenkmale in Eschbach nennt die im Gemeindegebiet von Eschbach ausgewiesenen Naturdenkmale (Stand 23. Mai 2024).

## Naturdenkmale
| Nr.         | Bezeichnung                    | Lage                                                | Beschreibung           | Bild                                    |
| ----------- | ------------------------------ | --------------------------------------------------- | ---------------------- | --------------------------------------- |
| ND-7337-192 | Waghäusler- oder Erbsenbrunnen | westlich des Ortes am Westhang des Rothenbergs Lage | ungefasste Quelle      | Direkt Bild zu diesem Denkmal hochladen |
| ND-7337-193 | Lindenhain                     | südwestlich des Ortes vor der Madenburg Lage        | Tilia sp., hier Nr. 29 | Fotos hochladen                         |

## Ehemalige Naturdenkmale
| Nr. | Bezeichnung                   | Lage                                                   | Beschreibung | Bild                                    |
| --- | ----------------------------- | ------------------------------------------------------ | --- | --------------------------------------- |
|     | Kiefer                        | westlich des Ortes auf der Ostmauer der Madenburg Lage | pinus sylvestris, hier Nr. 18; nicht mehr vorhanden, Rechtsverordnung aufgehoben                                         | Direkt Bild zu diesem Denkmal hochladen |
|     | Schwarzer Maulbeerbaum        | Weinstraße, bei Nr. 58 Lage                            | Morus nigra;, hier Nr. 28 nicht mehr vorhanden, Rechtsverordnung 1988 aufgehoben                                         | Direkt Bild zu diesem Denkmal hochladen |
|     | Sperberbaum                   | östlich des Ortes an der heutigen L 509 Lage           | Sorbus domestica;, hier Nr. 20 nicht mehr vorhanden, Rechtsverordnung aufgehoben                                         | Direkt Bild zu diesem Denkmal hochladen |
|     | Versteinerungen am Rothenberg | Madenburgweg Lage                                      | Kalksteinfelsgruppe aus dem Tertiär; flächenhaftes Naturdenkmal;, hier Nr. 26 überbaut, Rechtsverordnung 1998 aufgehoben | Direkt Bild zu diesem Denkmal hochladen |